# 罗亚港
罗亚港是拉脱维亚罗亚的港务局，该港口位于罗亚河的河口。港口全长814米（2,671英尺），其中进港航道宽度60米（200英尺），前港航道60米（200英尺），内航道水深35米（115英尺）；港口共有9个泊位。
长期以来，港口的主要活动是为附近的渔船提供服务，在疏浚工程完成后，港口自1995年以来就将纸浆用木材出口到世界各国。除此以外港口也会提供前往鲁赫努岛的客运服务。